# Majeed-Syndrom
Das Majeed-Syndrom ist eine sehr seltene angeborene Erkrankung mit einer Kombination von CRMO, einer angeborenen Anämie und einer entzündlichen Hautkrankheit.
Die Bezeichnung bezieht sich auf den Erstautor der Erstbeschreibung aus dem Jahre 1989 durch H. A. Majeed und Mitarbeiter.

## Verbreitung
Die Häufigkeit wird mit unter 1 zu 1.000.000 angegeben, bislang wurde über vierzehn Betroffene aus dem Nahen Osten, Indien und Spanien berichtet. Die Vererbung erfolgt autosomal-rezessiv.

## Ursache
Der Erkrankung liegen Mutationen im LPIN2-Gen an der Location 18p11.31 zugrunde, welches für die Phosphatidat-Phosphatase Lipin-2 kodiert. Dieses Lipin ist ein negativer Regulator für das NLRP3-Inflammasom.

## Klinische Erscheinungen
Klinische Kriterien sind:
- Chronisch rekurrierende multifokale Osteomyelitis mit Fieber, Gelenkschmerzen, Wachstumsverzögerung bis späterem Kleinwuchs, auch Beugekontrakturen kommen vor
- Kongenitale Dyserythropoetische Anämie mit Mikrozytose in Blut und Knochenmark (Hypochrome mikrozytäre Anämie)
- Entzündliche Dermatose wie Sweet-Syndrom oder Pustulose
- Beginn im Kleinkindesalter mit Knochenschmerzen

In Einzelfällen kann auch das Sweet-Syndrom auftreten.

## Diagnose und Therapie
Sowohl Diagnose als auch Behandlung erfolgen für die drei Komponenten unabhängig, siehe dort.
Eine Behandlung mit Immunsuppressiva gegen Anti-IL-1 soll erfolgversprechend sein.

## Differentialdiagnose
Abzugrenzen sind:
- Infantile kortikale Hyperostose
- SAPHO-Syndrom
- CRMO (nicht syndromal)
- DIRA[5]
- Immundefekte